# Franz Anton Mai

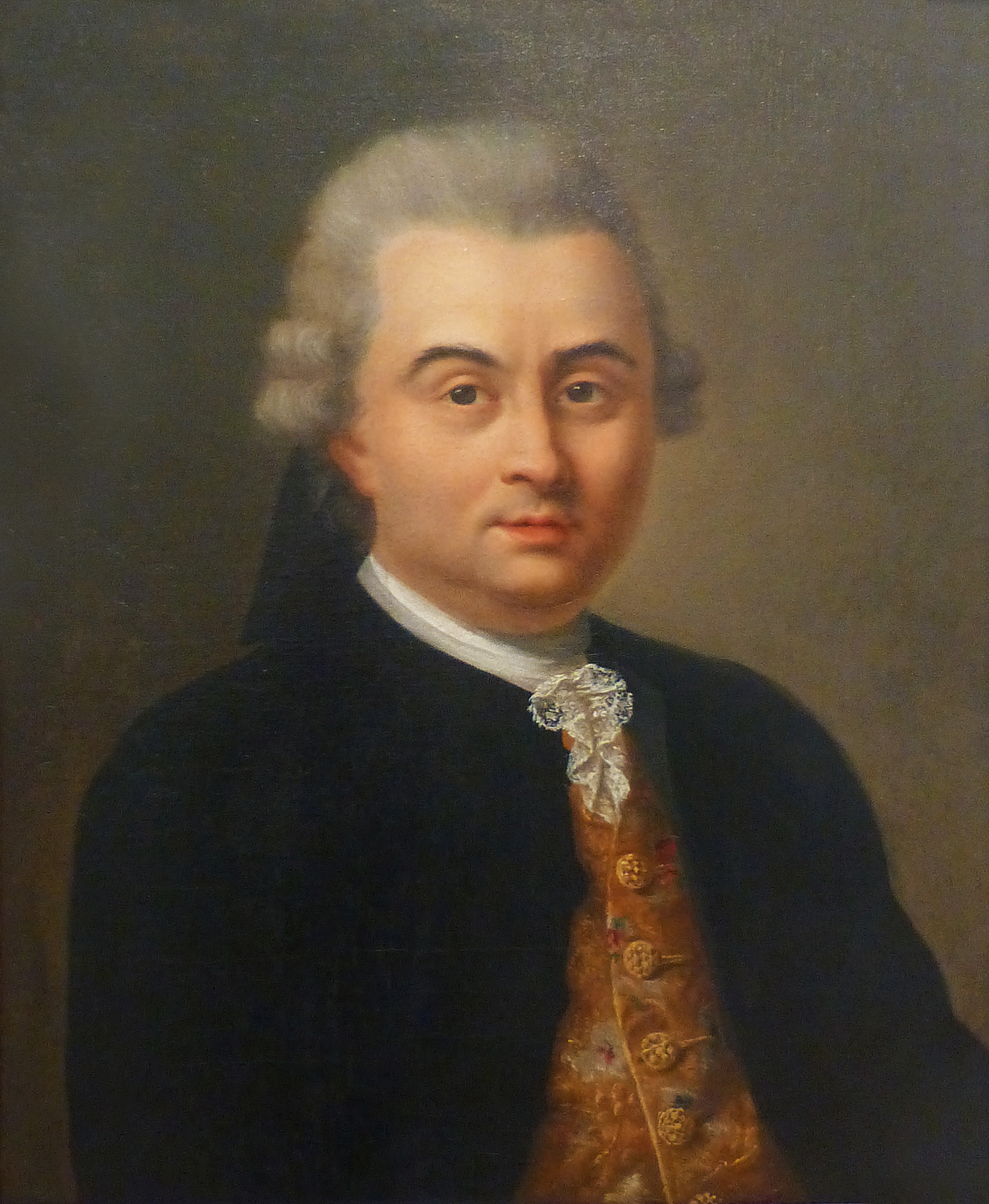
Franz Anton Mai

Franz Anton Mai, latinisiert Franciscus Antonius May (* 16. Dezember 1742 in Heidelberg; † 20. April 1814 ebenda), war ein deutscher Arzt, Medizinalrat, Professor der Arzneiwissenschaft, Medizin und Geburtshilfe, sowie Rektor der Universität Heidelberg, Sozialreformer und Pionier der Arbeitsmedizin.

## Biographie
„Einfach am Krankenbett sitzenzubleiben, nachzudenken, die wahre Heilart zu wählen“

### Schule und Studium in Heidelberg
Franz Anton wurde als Sohn des kurfürstlichen, aus Italien stammenden, Kaminfegers Maggio geboren, der seinen Namen in „May“ hat umändern lassen. Sein jüngerer Bruder war der spätere Apotheker in Ladenburg und Professor für Pharmazie und Experimentalchemie in Heidelberg Johannes Wilhelm Mai. Franz Anton Mai besuchte, nach den niederen Klassen, das Gymnasium in Heidelberg und schloss 1760 ein Philosophiestudium an der Universität seiner Heimatstadt an. Er befasste sich mit den Ideen der Aufklärung und wurde am 7. September 1762 zum Doktor der Philosophie promoviert. Danach widmete er sich den Studien der Arzneiwissenschaft und erhielt im Jahr 1765 die ärztliche Lizenz. Der medizinische Doktortitel wurde ihm gemeinsam mit Johann Peter Frank, Franz Karl Zuccarini (1727–1809) und anderen von seinem Lehrer Georg Matthäus Gattenhoff (1722–1788) verliehen. Mit einer in lateinischer Sprache abgehaltenen Prüfung über Jean Jacques Rousseau wurde Mai am 7. August 1769 mit dem Ehrenzeichen eines Doktors der Arzneiwissenschaft ausgezeichnet.

#### Brownianismus
Franz Anton Mai und Franz Karl Zuccarini schlossen sich später unter gewissem Vorbehalt dem medizinischen Krankheitskonzept des schottischen Arztes John Brown (1735–1788), also dem Brownianismus, an. Mai sprach von John Brown als dem „Meister Brown“, er sprach von ihm als dem „großen medizinischen Kirchenlicht“ oder auch dem „Reformator der praktischen Heilkunde.“

### Verdienste um das Gemeinwohl in Mannheim und Heidelberg
Mai wurde am 23. Oktober 1766 zum Correpetitor der Hebammenschule in Mannheim ernannt, wo er die Ausbildung von Acchoucheur, Hebamme und Feldscher reformierte. Hier folgte er einem Anliegen Johann Peter Franks, der den elenden Zustand des Hebammenwesens beschrieben und einen Plan für den geburtshilflichen Unterricht der Hebammen und Wundärzte entworfen hatte, um diese Missstände zu verbessern. Das Mannheimer Entbindungshaus bot ledigen Schwangeren die Möglichkeit der straffreien Entbindung. Sie wurden auch klinisch untersucht. Allerdings waren die räumlichen Verhältnisse im Mannheimer Entbindungshaus sehr beengt und unwirtlich. Mai stellte fest, dass etliche der ledigen Schwangeren an der „Lustseuche“, also an Syphilis, litten. Er suchte nach Möglichkeiten, eine weitere Verbreitung zu verhindern. So sollten diese Frauen beispielsweise in einer separaten Abteilung im Gebärhaus untergebracht werden und nach der Geburt nicht als Amme arbeiten dürfen. Gleichzeitig forderte Mai aber auch mehr Schutz für misshandelte Frauen. Junge und ledige Schwangere waren zum damaligen Zeitpunkt keine Seltenheit, da die Möglichkeiten der Empfängnisverhütung wenig ausgereift waren. Mai plädierte angesichts der ledigen jungen Mütter vehement für die Einhaltung sittlicher Standards im Eheleben.
Mai befasste sich engagiert mit der sozialen Not seiner Zeit. Er prangerte in vielfältigen Vorträgen und Publikationen den schlechten Standard der Gesundheitsverhältnisse und der Arbeitsbedingungen in Mannheim an. Im Jahr 1768 wurde er Physicus am Mannheimer Zucht- und Waisenhaus, 1769 Medizinalrat mit Sitz und Stimme im Kurfürstlichen Collegium Medicum, 1770 Physikus in Oggersheim. Er gründete Armenkassen, eine Verpflegungsanstalt für Arme und erwies sich als hilfsbereit gegenüber armen Handwerkern und Schulkindern gleichermaßen. In Mannheim war er zudem Theaterarzt und beriet gelegentlich Friedrich Schiller bei medizinischen Problemen.

#### Stolpertus, Hebammen- und Krankenpflegeausbildung
In „Stolpertus“, einem viel gelesenen von Mai verfassten Büchlein, schlüpfte Mai in die Rolle eines jungen Arztes, der sich am Krankenbette nicht sofort geschickt anstellte. Es müssen neun Schwierigkeiten gemeistert werden, bevor aus dem „Stolpertus“ ein „Expertus“, also ein erfahrener Arzt, werden kann. Ein junger Arzt müsse beispielsweise erst lernen, so Mai, mit dem Geruch am Krankenbett zu fragen, wohingegen die Nase einer geübten Krankenwärterin mit Gewissheit in der Lage sei zu erkennen, dass das kranke Kind die Blattern bekommt. Mai gründete am 30. Juni 1781 in Mannheim eine „Schule zur Erziehung wohl unterrichteter Krankenwärter“, die später nach Heidelberg verlegt wurde. Ähnliche Bemühungen hatte es hundert Jahre zuvor schon durch Georg Detharding in Stralsund sowie bei Johann Storch in Gotha (1746) gegeben, allerdings mit anderem Tenor. Der aufklärerisch tätige Arzt Franz Anton Mai sprach sich für akademisch gebildetes Gesundheits- und Krankenpflegepersonal, für „gute hippokratische Beobachter am Krankenbett“ aus, um die gesundheitliche Versorgung der Bevölkerung zu verbessern. Mit dieser Auffassung war er seiner Zeit voraus. Erst ab den Jahren 1832 und 1837 sollten sich die Berlin Mediziner Johann Friedrich Dieffenbach und Carl Emil Gedike, gefolgt von dem sächsischen Arzt Ewald Christian Victorin Dietrich (1785–1832), wieder mit der Frage der Krankenwartung befassen. Auch der Dresdner Sozialmediziner Friedrich August Röber (1766–1827) orientierte sich in seinen Forderungen nach einer Krankenpflege- und Hebammenausbildung an den Vorstellungen von Franz Anton Mai.
Mai verfasste bereits 1782 eigens ein Lehrbuch für Krankenwartung, da ihn das Schicksal vieler durch Nachlässigkeit der Krankenwartung aufgeopferten Kranken beschäftigte. Auch ging es Mai um eine Neubestimmung des Verhältnisses Arzt–Pfleger bzw. Pflegerin. Mai beschäftigte sich in diesem Lehrbuch auch mit Fragen der Grundpflege, wie beispielsweise der Frage des Wundliegens und dessen pflegerischer Konsequenz. Die von ihm angebotene Ausbildung dauerte drei Monate. Die Studierenden von Mai rekrutierten sich aus dem Pflegepersonal der Hospitäler, den Witwen und Kindsfrauen, den Hebammenschülerinnen und den Stadt- und Kompaniechirurgen. Diese „Zöglinge der Gesundheits- und Krankenpflege“ wurden in Naturwissenschaften von dem Chemiker Georg Adolph Succow unterrichtet. Es handelte sich hierbei wohl um eine der ersten strukturierten akademischen Ausbildungen für Gesundheits- und Krankenpflege. Die Preisverleihung nach bestandener Prüfung fand in der Aula der Universität statt. Allerdings hatte man Franz Anton Mai zuvor nahegelegt, die Prüfungen in der nahe gelegenen Kirche abzuhalten, da ein „unakademischer Gegenstand wie die Krankenpflege“ der Aula nicht würdig sei. Dies hätte den Ansprachen von Franz Anton Mai homiletischen Charakter gegeben. Der erste Preis, der verliehen wurde, war jeweils eine ehrvolle Denkmünze mit dem Bild der Durchlaucht Frau Markgräfin, der zweite Preis bestand aus einem medizinischen Handwerkszeug wie beispielsweise einem Blasebalg für Wiederbelebungsmaßnahmen oder aber einer Klistierspritze, der dritte Preis aus sittlichen und unterrichtenden Büchern. Mai hielt bei diesen Preisverleihungen jeweils eine Ansprache, in denen er die angehende Krankenschwester als Freundin für ihr Gegenüber bezeichnete. Die Vorstellung von der Krankenschwester als Freundin spiegelte sich in Pflegetheorien des 20. und 21. Jahrhunderts wider. Mai plädierte bei den Preisverleihungen auch für „Gesundheit=Erhaltung=Unterricht“, vor allem bei der reiferen Jugend, um die Menschen früh zu gesunder Lebensweise zu erziehen. Die Vernachlässigung der evangelischen Seel=und Körper=Diätetik sowie den Mangel an anthropologischer Selbst=Kenntnis sah er als Hauptursache für die Geringschätzung der Gesundheit an. Oder aber er verwies die frischgebackenen „Gesundheits- und Krankenpflegerinnen“ auf ihre zukünftigen Pflichten, zu denen er, unter Berufung auf den Apostel Paulus auch die Gottes- und Nächstenliebe zählte. Mai ließ die angehenden Gesundheits- und Krankenwärterinnen, wie sie in den Anfangsjahren noch genannt wurden, auch einen Eid geloben, den er eigens für sie verfasst hatte. Dann entließ er sie mit einem ermutigenden und humorvollen Gedicht in die Hauspflege und Hospitalpflege. Mai forderte nämlich die Einrichtung einer „Civilpraxis“, in der die Patienten sowohl ambulant als auch stationär versorgt werden konnten. Deshalb wurden die angehenden Gesundheits= und Krankenpflegerinnen sowohl zu Kenntnissen im stationären als auch häuslichen Bereich geprüft. Mai zögerte in seinen selbst gefertigten Gedichten nicht, Klistierspritzen, Blasebälge oder Bettpfannen zum Gegenstand zu machen, was nicht alle Leute lustig fanden. Allerdings waren diese handwerklich hergestellten Gerätschaften damals durchaus wertvoll. Ein von Mai verfasstes Gedicht konnte beispielsweise (1803) lauten:
„Wer je die Seligkeit will schmecken, scheintodte Menschen zu erwecken; Der blase standhaft in die Lung', mit einem Blasbalg reine Luft. Er reize den Geruch mit Duft Vom Salmiak: das Aug, die Zung Mit Pfefferstaub; von Tobaksrauch bereite man Klistieren, und laß' den Rücken und den Bauch mit einer Bürst frottieren; Kommt nun des Lebensflamm' zurück, dann wünsche man dem Retter Gück“.
Dem Problem des Scheintodes widmete Mai einen eigenen Absatz in dem von ihm verfassten Eid. Mai forderte zudem, interdisziplinär denkend, bereits im Jahr 1802, dass auch die angehenden Seelsorger medizinische Vorlesungen besuchen sollten: „Wir wiederholen unseren mehrmals gegeben Rath, … dass die Zöglinge des so wichtigen Seelsorgerstandes auf hohen Schulen, nebst ihrem theologischen Studium, auch die Vorlesungen der Diätetik, der medizinischen Polizei und Krankenwärterslehre mit Fleis und Eifer besuchen sollten; um … gute Hirten ihrer anvertrauten Schaafen zu werden.“
Ebenfalls mit dem Problem des „Scheintodtes“ befasste sich demzufolge der im Jahr 1805 nach Heidelberg berufene Theologe Johann Ludwig Ewald (1748–1822), der manches Auferweckungswunder der Bibel lapidar damit erklärte, dass die Personen lediglich scheintot gewesen seien und die Auferweckung demzufolge allenfalls eine gelungene Reanimation gewesen sei.
Mai wollte bei der Auswahl der Zöglinge das weibliche dem männlichen „raueren“ Geschlecht gegenüber vorgezogen wissen. In dieser Einschätzung haben möglicherweise schichtspezifische Überlegungen seiner Zeit des aufstrebenden Bürgertums Pate gestanden.

##### „Hohe Schule“ für Hebammenwesen und Krankenpflege
Das aufstrebende Bürgertum wollte die Berufstätigkeit für die Frauen. Mai förderte dies und muss deshalb als, aus seiner Zeit heraus zu verstehender, Motor für weibliche Berufstätigkeit in Deutschland und damit auch als Motor bürgerlich-weiblicher Emanzipation sowie des Frauenstudiums angesehen werden. Männliche Medizinstudierende hatten damals womöglich an der Geburtshilfe auch nur wenig Interesse. Die aus beiden Faktoren resultierende Idee, Hebammenwesen und Krankenpflege der „Hohen Schule“ der Universität Heidelberg als Frauenstudium einzugliedern, stammte von Franz Anton Mai. Die Umsetzung gelang zunächst durchaus, dennoch bestand die 1801 von Franz Anton Mai in Heidelberg gegründete „Schule für Gesundheits- und Krankenwärterlehre weiblicher Zöglinge“ nur wenige Jahre. Vorwürfe, dass Mai in den Prüfungen bei den Frauen lediglich Erfahrungswissen abfrage, wies dieser entschieden zurück und betonte den wissenschaftlichen Charakter sowohl seiner Vorlesungen als auch seiner Prüfungen. Auch Studierende jüdischen Glaubens waren zu den Vorlesungen zugelassen. Die Prüfung des ersten Lehrgangs absolvierte die jüdische „Jungfer Glückge Hallin“ mit besonders geschickten und unerwarteten Antworten.

##### Selbstironie
Mai schien ein selbstironischer und origineller Mensch gewesen zu sein, wie dies auch im „Stolpertus“ und in den Gedichten bei Preisverleihungen für Krankenpflegerinnen immer wieder durchschimmert. Er kündigte seine Vorlesungen im Vorlesungsverzeichnis, das seit dem Jahr 1786 auch in deutscher Sprache erschien, wie folgt an: „Geh. Rat und Prof. Mai wird wöchentlich zweimal Monita medico-practica vortragen, seine eigenen am Krankenbett in der Jugend begangenen medizinischen Fehler freimütig bekennen, um junge Anfänger davor zu warnen und ihnen einen tieferen praktischen Blick, einen richtigeren Beobachtungsgeist beizubringen.“

### Entwurf einer Gesundheitsgesetzgebung, sozial-hygienische und präventivmedizinische Tätigkeit
Als Quintessenz seiner sozial- und gesundheitsreformerischen Beobachtungen und Tätigkeiten verfasste Franz Anton Mai eine umfassende Gesundheitsgesetzgebung, die nahezu alle Lebensbereiche, alle Aktivitäten des täglichen Lebens, abdeckte. Menschliche Grundbedürfnisse, Arbeitssicherheit, Schule und Erziehung, Prävention und Gesundheitsvorsorge sowie moralisches und religiöses Leben wurden von ihm im Jahr 1800 in einem umfassenden „Entwurf einer Gesetzgebung über die wichtigsten Gegenstände der medizinischen Polizei als Beitrag zu einem neuen Landrecht in der Pfalz“, einer Art Gesundheitskatechismus, behandelt, den er Universität und Universitätsverwaltung vorlegte. Mai publizierte diesen Gesetzesentwurf erneut unter dem Pseudonym „Stolpertus“, sprach hier allerdings von „Stolpertus, dem Polizeiarzt.“" (Teil 4 der Stolpertus-Reihe). Der Gesetzentwurf war in fünfzehn Einzelgesetze unterteilt und schloss mit fünf Eiden für Ärzte (1), Wundärzte (2), Geburtshelferinnen und, mit eigenem Unterabschnitt, männliche Geburtshelfer (3), Apotheker (4) und Krankenwärter (5). Im elften Gesetz sprach Mai über die Verhütung epidemischer ansteckender Krankheiten und setzte sich mit Pest, Kindsblattern und der Lustseuche Syphilis auseinander. Mai vertrat somit schon im Anfang des 19. Jh. die Hygiene und hier insbesondere den sozial-hygienischen Bereich an der Universität Heidelberg, wenngleich von der Etablierung der Hygiene als Fachgebiet zu diesem Zeitpunkt noch nicht gesprochen werden kann. Mai störte sich daran, dass die Kranken in ihren verschmutzten Betten liegen gelassen und zudem nicht einmal gewaschen wurden, weil man dadurch eine mögliche Schädigung befürchtete. Er plädierte dafür, diese volkstümlichen Überlieferungen aus der Vergangenheit zu überdenken und ermunterte die Pflegenden, für die Betten und die Krankenbekleidung frisches, gereinigtes und trockenes „Weißzeug“ zu benutzen. Es sei auch kein Schaden, das Zimmer zu lüften.
Nach Johann Peter Frank und Franz Anton Mai lag der Unterricht in Hygiene meist in der Hand von Privatdozenten. So erhielt im Jahr 1874 Franz Moritz Knauff (1835–1920) einen solchen Lehrauftrag für öffentliche Gesundheitspflege und Gerichtliche Medizin.
Die Vorschläge Mais in diesem Gesetzesentwurf waren mit sehr feinem Verständnis für die menschliche Psyche und tiefem humanem Empfinden geschrieben. Leider aber war das Schicksal des Gesetzesentwurfs von Mai schlussendlich tragisch. Nachdem sowohl die medizinische Fakultät Heidelberg als auch das Mannheimer Medizialkollegium den Entwurf zunächst günstig beurteilt hatten, kam der Plan nicht mehr zur Durchführung, da im Jahr 1803 die rechtsrheinische Pfalz an Baden fiel und diese politische Neustrukturierung die Kräfte anderweitig band. Das Jahr 1803 bedeutete schlussendlich für die Entwicklungsgeschichte der Ruprecht-Karls-Universität eine Grenzscheide, da sie nun nicht mehr pfälzische, sondern badische hohe Landesschule war. Hundert Jahre später, im Jahr 1903, betonte der Arzt und Krebsforscher Vinzenz Czerny bei der Zentenarfeier der Ruperto Carola die Entwicklung der freien Wissenschaft dieser badischen hohen Landesschule seit dem Jahre 1803. In Anknüpfung an die Tradition von Franz Anton Mai wurde dem Begründer des Internationalen Roten Kreuzes Henri Dunant 1903 der Ehrendoktortitel der Medizinischen Fakultät für seine Verdienste um Krankenpflege und speziell die Kriegskrankenpflege verliehen. Aus gesundheitlichen Gründen war es Dunant nicht möglich, die Zentenarfeier zu besuchen. Er beschränkte sich auf schriftliche Grußworte.

### Professor für Geburtshilfe an der Ruprecht-Karls-Universität Heidelberg
Im Jahr 1773 wurde Franz Anton Mai Extraordinarius, 1785 ordentlicher Professor für Geburtshilfe an der Universität Heidelberg, deren Rektor er 1797 wurde. Er bekleidete mehrfach das Amt des Dekans der Medizinischen Fakultät der Universität Heidelberg mit dem Fach „Medizinische Institutionen und Hebammenkunst“. Als Leibarzt der Kurfürstin Elisabeth Auguste, Gemahlin des aufklärerischen Kurfürsten Karl Theodor, blieb Mai zunächst jedoch in Mannheim wohnen. Auch übte er Kritik an den starren universitären Strukturen, die er als nicht zeitgemäß empfand. „Die Hohe Schule zu Heidelberg hat die Gebrechen des höchsten Alters: Stumpfheit und Untätigkeit“, resümierte Mai in seiner Eigenschaft als Rektor der Universität im Jahr 1798. So gab es beispielsweise noch Erbprofessuren von Großvater auf Sohn und Enkel. Die dominierenden Mönchsorden waren nicht schnell genug in der Lage, zeitadäquate Wissenschaftsstrukturen aufzubauen, und es gab keine interdisziplinäre wissenschaftliche Zusammenarbeit. Am 7. März 1805 wurde das Mannheimer Accouchement-Institut, auf Anraten von Franz Anton Mai, nach Heidelberg in die Räumlichkeiten des Dominikanerklosters verlegt. Mai befürwortete den Anschluss der Hebammenschule an die Universität. Mit der Verlegung des Instituts nach Heidelberg kam auch der später renommierte Heidelberger Chirurg Maximilian Joseph von Chelius (1794–1876) in jungen Jahren als Sohn des Mannheimer Chirurgen und Geburtshelfers Christoph Ernst Chelius (1754–1808) nach Heidelberg. Die Baulichkeiten des Dominikanerklosters waren für Unterrichtszwecke nicht wirklich geeignet und so wurden zunächst der Karlsruher Architekt Friedrich Weinbrenner sowie ab 1805 Mai und Zuccarini mit den Adaptionsarbeiten beauftragt. So wurde beispielsweise das anatomische Institut in der Kapelle des Klosters eingerichtet. Es gab allerdings auch den Vorschlag, dass in der Kapelle ein Hörsaal für Franz Anton Mai und seine Vorlesungen in Hebammenkunst und Krankenpflegewesen eingerichtet werden sollte. Dieser Vorschlag setzte sich nicht durch. Aufgrund solcher Unstimmigkeiten hinsichtlich der Nutzung und wegen zu niedrig veranschlagter Kosten für die Umbauarbeiten des Dominikanerklosters gab es insgesamt Verzögerungen mit der Fertigstellung der neuen Räumlichkeiten für die medizinische Fakultät. Unweit des Gebäudekomplexes wurde ab 1808 das badische Kurfürst-Friedrich-Gymnasium errichtet. Die Schüler dieses humanistischen Gymnasiums konnten nach dem Abitur ohne Besuche von Vorkursen sofort an der Universität studieren, was die Attraktivität dieser Schule erhöhte. Bereits im Jahr 1807 war im Zuge der Neuordnung der Universität seit 1803 durch Friedrich Heinrich Christian Schwarz und Georg Friedrich Creuzer das „Philologisch–Pädagogische Seminarium“ der Ruprecht-Karls-Universität Heidelberg begründet worden. Ähnlich Franz Anton Mai, so beschäftigten sich auch Schwarz und Creuzer mit der „Katechisirkunst“.
Die Gründungszeit der Heidelberger akademischen Frauenklinik ist eng mit dem Namen Franz Anton Mai verbunden. Mai betreute gynäkologische Dissertationen, wie beispielsweise diejenige von Franz Joseph Vanderlinde, späterem Oberamtsarzt in Alzey. Er sprach sich, zeitgleich aber unabhängig vom Copenhagener Geburtshelfer Paul Scheel, dafür aus, bei entsprechender Indikation eine Frühgeburt künstlich einzuleiten. Mai gestattete seinen Doktoranden, die Disputation in deutscher, statt wie bis dahin üblich, in lateinischer Sprache abzuhalten. Diese Veränderung war nicht ohne weiteres durchsetzbar und Mai wurde vom Senat verwarnt. Mai zog sich daraufhin partiell aus seiner Lehrtätigkeit zurück.
Als Professor für Geburtshilfe beschäftigte sich Franz Anton Mai fast zwangsläufig mit den Belangen von Neugeborenen. Sich mit Neugeborenen und Kindern als eigenständigen Persönlichkeiten zu befassen, war zwar insgesamt kein Novum dieser Zeit (biblisch: „Lasset die Kinder zu mir kommen“), hatte aber für die Medizin als Wissenschaft durchaus Geltung. Mais Aufsatz „Fehler beym Behandeln der Kinderkrankheiten kurz nach der Geburt“ gilt als erste pädiatrische Abhandlung. Mai beschäftigte sich mit Reanimationsmaßnahmen bei Neugeborenen und wies darauf hin, dass auch Neugeborene bereits erkrankt sein können und deshalb untersucht werden müssen. Es sei unschicklich, wenn Ärzte gleich nach der Entbindung mit ihrem Instrumentensack davoneilten. Besondere Aufmerksamkeit schenkte er dem Icterus neonatorum und der fälschlichen Diagnose „Leistenhernie“ bei neugeborenen Buben. Franz Anton Mai befasste sich auch mit Ernährungsfragen für Säuglinge und wehrte sich gegen das damals weit verbreitete Vorkauen der Säuglingsnahrung durch Erwachsene oder ältere Geschwisterkinder.
Mai beklagte immer wieder die mangelnde Compliance von Patienten, die zwischenzeitlich verweigerten, angeordnete Medikamente zu nehmen. Auch klagte er unter Bezugnahme auf Bernardino Ramazzini in einem Programm De fatis archiatri munus aggravantibus, anlässlich der Promotion von Johann Baptist Jonas, über Neid und Missgunst von Kollegen, die manchmal einem Mobbing gleichkämen. Auch handelten manche Kammerdiener und Studenten, ohne von ihm entsprechend autorisiert worden zu sein.

### Anfänge einer Arbeitsmedizin
Möglicherweise durch seine Kindheit in einem Handwerkerhaushalt angeregt, beschäftigte sich Franz Anton Mai in Mannheim auch mit Fragen des Arbeitsschutzes für die arbeitende Bevölkerung. Er wollte die Gesundheit der Handwerker gegen die Gefahren ihres Handwerks geschützt wissen. Sein kleines Werk Die Kunst, die Gesundheit der Handwerker gegen die Gefahren ihres Handwerk zu verwahren stand in der Tradition des italienischen Arztes Bernardino Ramazzini (1633–1714). Mai ging es vor allem darum, die Situation der heranwachsenden Jugend zu verbessern. Lehrlinge standen zum damaligen Zeitpunkt am untersten Ende der beruflichen Hierarchie und waren oft schlecht ernährt. Einen Lehrstuhl für Arbeitsmedizin gab es allerdings zum damaligen Zeitpunkt noch nicht. Mai beschrieb bereits berufsgruppenspezifische Krankheitsbilder wie beispielsweise die Leistenhernie bei Bierbrauern, die durch das Rollen schwerer Fässer entstand. Bei den Hutmachern stellte Mai fest, dass sich kleinste Reste der Hutfedern in den Bronchien ansammeln konnten. Mai spielte in der Freizeit zur Entspannung auf seiner Hausorgel und empfahl das Spielen eines Instruments, das Singen und die Musik insgesamt als Möglichkeit der Entspannung von belastender Berufstätigkeit.

#### Entwicklung einer Atemschutzmaske
Mai verfügte über technisches Talent. Er entwickelte eine Atemschutzmaske für die Vergolder und die Hutmacher, um das Einatmen von frischer Luft während des Arbeitsvorgangs zu begünstigen. „Eine Maske, an welcher die Mundöffnung mit einem im Durchschnitt 2 Zoll breiten ledernen Schlauch, der bis auf den Boden reichen müßte, versehen und die Augeneinschnitte mit Sackuhrgläsern bewaffnet wären“, so schwebte es ihm seiner programmatischen Schrift zum Arbeitsschutz vor (S. 167) und er erhoffte sich vom Einsatz dieser Gerätschaft, dass die Arbeiter die „reinere Luftschicht“ aus der Nähe des mit Wasser befeuchteten Bodens einatmen könnten und so etwas mehr geschützt sein würden.

### Vierter Botanischer Garten, Physik.-naturwiss. Sammlung, Theatrum Anatomicum
Auch legte Mai den vierten botanischen Garten in der Geschichte Heidelbergs an und plante den Bau eines Theatrum Anatomicum, um bessere Möglichkeiten für wissenschaftlich-anatomisches Arbeiten zu haben. Schon im Jahr 1779 hatte sich Mai über die mangelnde Zahl an Leichnamen und der damit verbundenen fehlenden Unterrichtstätigkeit beklagt. Da er in seiner Kritik an den universitären Strukturen deutliche Worte nicht scheute, bezeichnete er die Heidelberger Anatomie als eine »Schaubühne des Mangels und der Armut«. Der vierte botanische Garten entstand im Jahr 1805 hinter dem Dominikaner-Kloster und hatte, sehr fortschrittlich gedacht, bereits ein Gewächshaus für sensible und wärmeliebende Pflanzen, die zuvor zur Überwinterung im Dominikanerkloster untergebracht worden waren. Der Garten wurde gemeinsam mit dem Schwetzinger Garteninspektor Johann Michael Zeyher konzipiert. Auch Zuccarini war beteiligt. Das Gewächshaus wurde von dem badischen Baudirektor Friedrich Weinbrenner entworfen. Der vierte botanische Garten wurde nur 29 Jahre alt und umfasste 7000 m².
Nebst dem Engagement für den vierten Botanischen Garten setzte sich Mai zudem für die Verlegung der physikalisch-naturwissenschaftlichen Sammlung von Mannheim nach Heidelberg ein. Er plante deren Erweiterung. Ab dem Jahr 1807 gab es zudem erste Vorlesungen zur Geschichte der Medizin durch den Pathologen und Pharmakologen Johann Jakob Loos (geb. 1777–1838). Loos las die Geschichte der Medizin und ihrer Literatur. Die Medizingeschichtsschreibung konzentrierte sich allerdings in der Folge zu sehr auf die Herausbildung der medizinischen Fächer an den Universitäten und vernachlässigte die Spezialisierung unter den niedergelassenen Ärzten wie beispielsweise derjenigen des zunächst frei niedergelassenen Gynäkologen und späteren Rektoren der Universität Heidelberg Daniel Wilhelm Nebel, einem Lehrer Franz Anton Mais.

### Familiäre Verhältnisse
Franz Anton Mai war verheiratet mit Seraphina Sylvia von Verschaffelt, Tochter des kurpfälzischen Hofbildhauers Peter Anton von Verschaffelt (1710–1793). In einem Briefe an Friedrich Schiller vom 3. April 1785 spricht Mai von seinen Kindern, nach der Familienchronik entstammte der Ehe aber nur eine Tochter mit Namen Johanna Maria Anna Mai (1784–1857). Sein Schwiegersohn, der Heidelberger Gynäkologe Franz Karl Naegele, führte seine medizinische Arbeit weiter. Claude de Saint Martin (1729–1799), Reichsgraf, Geheimer Rat und Mannheimer Lotteriedirektor war verheiratet mit der Schwester von Mais Ehefrau. Ein Bruder von Franz Anton Mai war Johannes Wilhelm Mai, Apotheker und Professor der Pharmacie in Heidelberg. Von einem um das Wohl Heidelbergs verdienten, 1912 verstorbenen Urenkelsohns eines anderen Bruders von Franz Anton Mai wird in der Familienchronik angeführt, dass er Ehrenmitglied des Turnvereins, Impfgegner und Anhänger der Naturheilkunde war.

### Lebensende
Mai verstarb im April 1814 innerhalb von nur drei Tagen an einer Lungenentzündung. Während des Leichenzuges hielten zwölf Krankenwärterinnen das Leichentuch. Sie trugen die Denkmünzen, die sie als Anerkennung erhalten hatten. Es folgte unter anderem die Medizinische Fakultät als Leidtragende. Den Abschluss des Leichenzuges bildete die bürgerliche Artillerie-Compagnie. Die Trauerfeier wurde nach dem Ritus der katholischen Kirche vollzogen. Nach der Geistlichkeit würdigte der Geheime Hofrat und Professor der Medizin Jacob Fidelis Ackermann den Verdienst Franz Anton Mais um das Wohl der akademisch gebildeten Jugend und das Wohl seiner Mitbürger. Die eindrucksvolle Länge des Leichenzuges zeigte die Beliebtheit Franz Anton Mais in seiner Heimatstadt.

## Postume Würdigung
- Namensgeber: Franz-Anton-Mai Schule für den Rettungsdienst Mannheim des Arbeiter-Samariter-Bundes Deutschland, (bis 31. Dezember 2014 zweijährige Ausbildung zum Rettungsassistenten, seit 1. Januar 2014 dreijährige Ausbildung zum Notfallsanitäter), FAMS
- In der Universitätsfrauenklinik Heidelberg im Altklinikum Heidelberg (bis 2013) wurde eine Patientinnenstation nach Franz Anton Mai benannt.
- Im neuen Gebäude der Universitätsfrauenklinik Heidelberg (seit 2013) erinnern im Erdgeschoss und im dritten Obergeschoss Bilder bzw. Gedenktafeln an Franz Anton Mai.
- Ausstellung zu Franz Anton Mai und seiner Verdienste um das Hebammen- und Krankenpflegestudium in Heidelberg, Jubiläumstage Heidelberg Alumni International, Juli 2016, Universitätsarchiv Heidelberg.
- Festveranstaltung „250 Jahre Hebammenschule Heidelberg“ am 24. September 2016, bei der an die Gründerzeit mit Franz Anton Mai erinnert sowie auf die aktuelle Akademisierungsmöglichkeit für Hebammen im Bachelor-Studiengang „Interprofessionelle Gesundheitsversorgung“ des Universitätsklinikums Heidelberg hingewiesen wurde.[79]

## Sonstige Rezeptionen, Weiterführende Literatur, Weiterführung des Mai'schen Werkes
- Franz Anton Mai und neue technische Möglichkeiten durch die Schifffahrt: Der Direktor des Mannheimer Geburtshauses Franz Anton Mai ließ das Inventar seiner Anstalt auf einen Lastkahn laden und verschiffte es neckaraufwärts (Schleusen?) nach Heidelberg. In: KlinikTicker Universitätsklinikum Heidelberg, Sept./Okt. 2011, hier: Philipp Osten: Vom Küchenlatein bis zum Unterricht am Krankenbett. Meilensteine aus 200 Jahren Medizinischer Lehre in Heidelberg (die Einflüsse der Pariser klinischen Schule auf Franz Anton Mai), S. 36–37.
- Franz Anton Mai wurde wegen seines Engagements für die Krankenpflege vor allem in der deutschen Pflegewissenschaft und Hebammenwissenschaft (Compleat midwifes practice – Thomas Chamberlaine, Nicholas Culpeper) rezipiert, die sich seit Einführung der Bologna-Richtlinie auf dem Weg zur Bachelorisierung, zur B.A. Nurse, befindet (Daniela Wittmann: B.A. Nurse – ein System für Deutschland?!, Hochschulschrift Institut für Gerontologie Universität Heidelberg 21. Sept. 2015, - u. a. zur Bedeutung Franz Anton Mais für die Durchsetzung der Bologna Richtlinie in der Pflegewissenschaft S. 5., S. 47).[80] In Danzig absolvierte bereits in der ersten Hälfte des 19. Jahrhunderts der spätere Arzt, Alexander von Frantzius, als Mann eine Hebammenausbildung, was zu Beginn des 21. Jahrhunderts, trotz geforderter Gleichberechtigung der Geschlechter, eher als Ausnahme gilt.
- Mit der Gründung der Schwesternschule der Universität Heidelberg im Jahr 1953 wurde das Anliegen Franz Anton Mais um die Akademisierung von Hebammenwesen, Pflege und Gesundheitsberufen an der Ruprecht-Karls-Universität Heidelberg erneut aufgenommen. Die Eröffnungsrede hielt der Dekan der Med. Fakultät, Horst Habs. Er bezog sich in dieser Rede durchgehend auf Franz Anton Mai.

## Publikationen (Auswahl)
- Franz Anton Mai: Stolpertus, ein junger Arzt am Krankenbette, Theil 1,2,3, mehrere Auflagen, 1778–1802 Schwan Verlag Mannheim.
- Franz Mai: Unterricht für Krankenwärter zum Gebrauch öffentlicher Vorlesungen, 1. Auflage 1782 Schwan Verlag Mannheim (es folgten weitere Auflagen).
- Franz Anton Mai: Aulica humorum cacochymia foecunda morborum genitrix, 1794.
- Franz Anton May: Quaenam est genuina, decora, nec non homine digna D.D. academiae civium libertas, aequalitas, ac fraternitatis? quam quaestionem … in aula academica resolvet, die 9. Februarii Anni MDCCXCVIII, Typis Joannis Wiesen, Univers. Typogr. 1798.
- Franz Anton May: Stolpertus, ein junger Arzt am Krankenbette. Von einem patriotischen Pfälzer, Neue Aufl. 1800 Schwan&Götz Mannheim, 1 Titelvignette (Arzt auf dem Friedhof vor einer Kirche).
- Franz Anton Mai: Stolpertus der Polizei=Arzt im Gerichtshof der medizinischen Polizeigesezgebung. Von einem patriotischen Pfälzer, Theil 4 der Stolpertus Reihe, 1802 Schwan & Götz, Mannheim 1802, 1 Titelvignette (Kind, das von einer Schlange verfolgt wird und sich in die Arme eines Arztes flüchtet.)
- Franz Anton May: Entwurf einer Gesetzgebung, über die wichtigsten Gegenstände der medizinischen Polizei, als Beitrag zu einem neuen Landrecht in der Pfalz, Mannheim Schwan&Götz 1802.
- Franz Anton May et al.: Darstellung der akademischen Feyerlichkeit und gewöhnlichen Promotions-Zeremonien, womit bei … Gegenwart unseres … Kurfürsten …Karl Friedrichs von Baden…die Doktorwürde den…Herren Schwarz und Martin von dem Promotor Franz Mai…ertheilet wurde, Heidelberg, den 28. Juni 1803, gedrukt im Mannheimer Bürgerspitale.
- Franz Anton Mai: Religiöses, weltbürgerliches und litterarisches Glaubensbekenntniß, des oeffentlichen Lehrers der Heilkunde auf der hohen Schule zu Heidelberg, gedrukt zum Beßten der Armen des poliklinischen Instituts, ill. von Anton Karcher, herausgegeben von seinem dankbaren Schüler J. D., nebst dem Portrait des Verfassers 1805.
- Franz Anton Mai: Stolpertus, ein junger Geburtshelfer. Von einem patriotischen Pfälzer, Theil 5 der Stolpertus Reihe, erste Auflage 1807 Schwan&Götz Mannheim.